# Веселин Борисов (преподавател)
Веселин Борисов Василев е български медик, професор, експерт по социална медицина, стратегически здравен мениджмънт и общественото здраве, историк на медицината и доктор на медицинските науки.

## Биография
Веселин Борисов е роден на 29 април 1939 г. в с. Скомля, Белоградчишко. Завършва медицина в Медицински университет – София. Първоначално работи като лекар в Белоградчик. След това поема пътя на академична кариера – асистент, доцент и професор по социална медицина и здравен мениджмънт. Бил е директор на Научен институт към Медицинска академия, ръководител на катедра по здравен мениджмънт и зам.-декан на Факултета по обществено здраве. Работил е и в Медицински факултет-Плевен, където е първият ръководител на катедрата по социална медицина (1980 – 1988). Преподавал е също в Нов български университет. Почетен лектор е на Университета в Лийдс. Бил е член на Управителния съвет на Българския лекарски съюз и на Акредитационния съвет към Министерство на здравеопазването. Член е на Борда на Югоизночно-европейския медицински форум. Президент е на Балканската асоциация по история и философия на медицината (след 2015). Удостоен с академичната награда Панацея (2004). Почетен гражданин е на град Белоградчик (2015).
Семеен, с две деца – един син, който работи като зъболекар в ДКЦ 7 и една дъщеря, която е преподавател във Факултета по обществено здраве.
Умира на 24.10.2021 г.

## Кариера
През периода 1964 – 1967 г. работи като невролог в болницата в Белоградчик. През 1968 г. след конкурс е назначен за асистент по социална медицина, здравна политика и мениджмънт в Медицинския университет в София, тогава в състава на Медицински факултет. През 1980 г. става доцент, а през 1988 г. – професор. Преподава и в Медицински университет – Плевен, както и в НБУ. Академик на неправителствената организация БАНИ.

## Дисертации
През 1971 г. защитава дисертационен труд за придобиване на образователна и научна степен „доктор“ с тема „Заболеваемост с временна нетрудоспособност сред работещите в рудниците на Пернишкия каменовъглен басейн“. През 1987 г. защитава дисертация за научната степен „доктор на науките“ с тема „Съвременни методологични проблеми на социалнохигиенната наука“.

## Памет
На професор доктор Веселин Борисов е наречена улица в квартал „Студентски град“ в София (Карта).

## Публикации и научна дейност
Автор на над 160 научни публикации и 42 книги, сред които 36 монографии и научни издания.Автор и на художествена литература. Основател и главен редактор на списание „Здравен мениджмънт“ и главен редактор на списание „Медицински меридиани“; зам.-главен редактор на международния ежегодник „Асклепий“.

### Основни публикации
- Заболеваемост с временна нетрудоспособност (1975)
- Методология на социалната медицина (1990)
- Промоция на здравето (1994)
- Здравна политика и мениджмънт (1998)
- Синтетична социална медицина (1999, 2004)
- Здравен мениджмънт – новата азбука на здравния мениджмънт (2013)
- Стратегически здравен мениджмънт – философия и практика (2006)
- Здравната реформа на кръстопът – хаос или мениджмънт (2008)
- Идеите в общественото здраве (2019)
- Съмнението – разкъсай веригите (2016) – есета
- Сезоните в мен (2019) – поетична антология[5]